# Actif net comptable
L'actif net comptable est un élément de comptabilité des entreprises de commerce en France.

## Définition
La directive européenne 2013/34/UE du 26 juin 2013 relative aux états financiers annuels et consolidés a été transposée dans le Code de commerce par l'ordonnance no 2015-900 et le décret no 2015-903 du 23 juillet 2015 relatifs aux obligations comptables des commerçants.
L'actif est un élément identifiable du patrimoine ayant une valeur économique pour l'entité. L'actif net comptable correspond à la valeur de l'actif brut à laquelle est déduite la valeur des amortissements et immobilisations pour constituer l'actif net comptable.

## Enjeux de l'actif net comptable
L'actif net comptable permet de donner une évaluation brute d'une entreprise à partir de son bilan comptable. C'est une évaluation purement statique, en principe minimale, puisqu'elle ne prend en compte que le passé et non les anticipations de résultats à venir. Elle présuppose néanmoins la poursuite de l'activité dans la mesure où les actifs sont évalués à leur valeur bilantielle et non à un prix de liquidation.

## Caractéristiques de l'actif net comptable
L'actif net est en grande partie égal aux fonds propres et se calcule généralement à partir du passif.
- Calcul à partir du passif :

L'actif net comptable =

Capital social

+ réserves

+ report à nouveau

+ résultat de l'année

+ subventions

+ provisions réglementées

- actifs fictifs (frais d'établissements, capital souscrit non appelé, prime de remboursement)

- écarts de conversions (en France : +477-476)